# Vigia Mais MT

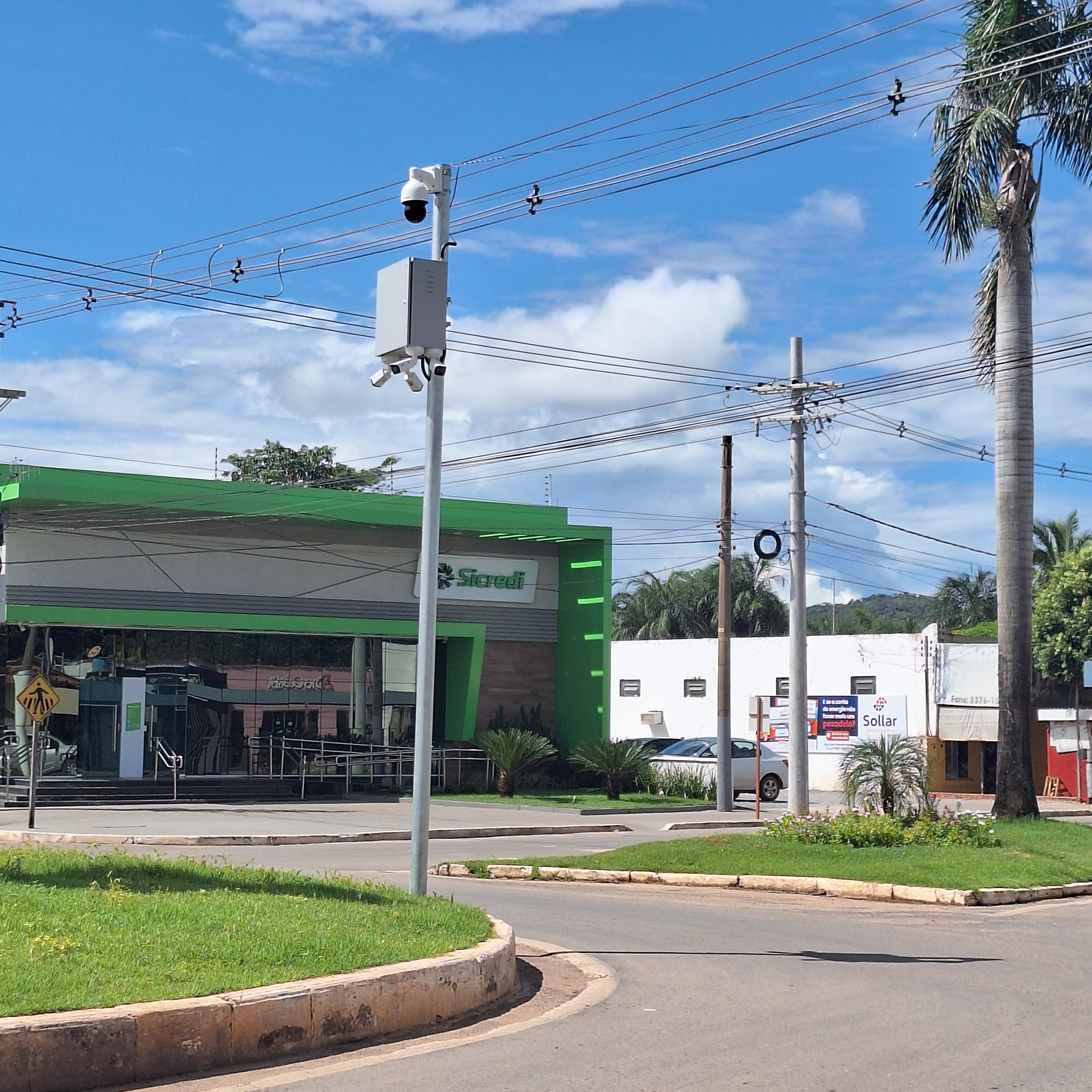
Câmera do Vigia Mais na cidade de Nobres

O programa Vigia Mais MT é uma iniciativa do governo do estado brasileiro de Mato Grosso, criada em 24 de maio de 2022 pela Lei nº 11.766, com o objetivo de fortalecer a segurança pública através da ampliação do sistema de videomonitoramento em locais públicos e privados, contribuindo para a prevenção e repressão de crimes. O programa busca a cooperação técnica e operacional entre o Estado e entidades públicas e privadas para a instalação e utilização de câmeras de vigilância. As câmeras são estrategicamente posicionadas em áreas urbanas e rurais, permitindo o acompanhamento em tempo real de atividades suspeitas e ações criminosas. O sistema de videomonitoramento auxilia na identificação de infratores, na prevenção de delitos e na otimização do trabalho policial.
O Vigia Mais MT abrangia 115 municípios do estado em março de 2023, com a instalação de 7 200 câmeras de monitoramento já entregues. O investimento total é de R$ 30 milhões, contemplando a instalação de 15 mil câmeras digitais em todos os 141 municípios mato-grossenses. O programa conta com a participação ativa de órgãos como a Secretaria de Estado de Segurança Pública (SESP), que coordena as ações e promove a integração entre as forças policiais e os órgãos municipais. Parcerias com empresas privadas e entidades da sociedade civil contribuem para a expansão e manutenção do sistema de vigilância.